# Elshan Moradiabadi
Elshan Moradiabadi (persisch الشن مرادی ابدی; * 22. Mai 1985 in Teheran) ist ein iranischer Schachspieler. Seit 2017 spielt er für die Vereinigten Staaten.
Die iranische Einzelmeisterschaft konnte er 2001/2002 gewinnen. Er spielte für Iran bei fünf Schacholympiaden: 2004 bis 2010 und 2014. Außerdem nahm er dreimal bei den asiatischen Mannschaftsmeisterschaften (2005, 2009 und 2014) teil. Bei den Asienspielen 2006 gewann er mit der iranischen Mannschaft die Bronzemedaille.
Im Jahre 2004 wurde ihm der Titel Internationaler Meister (IM) verliehen, 2005 der Titel Großmeister (GM).
| Die zur Anzeige dieser Grafik verwendete Erweiterung wurde dauerhaft deaktiviert. Wir arbeiten aktuell daran, diese und weitere betroffene Grafiken auf ein neues Format umzustellen. (Mehr dazu) |